# NGC 133
NGC 133 je otvoreni skup u zviježđu Kasiopeji.

## Vanjske poveznice
- SEDS: NGC 0133